# Chocomyšl
Chocomyšl (en allemand : Kotzomischl, précédemment : Chocomischl) est une commune du district de Domažlice, dans la région de Plzeň, en République tchèque. Sa population s'élevait à 116 habitants en 2021.

## Géographie
Chocomyšl se trouve à 15 km à l'est-nord-est de Domažlice, à 35 km au sud-ouest de Plzeň et à 116 km au sud-ouest de Prague.
La commune est limitée par Koloveč au nord, par Kaničky à l'est, par Chudenice à l'est et au sud, et par Únějovice à l'ouest.

## Histoire
La première mention écrite de la localité date de 1365.

## Galerie

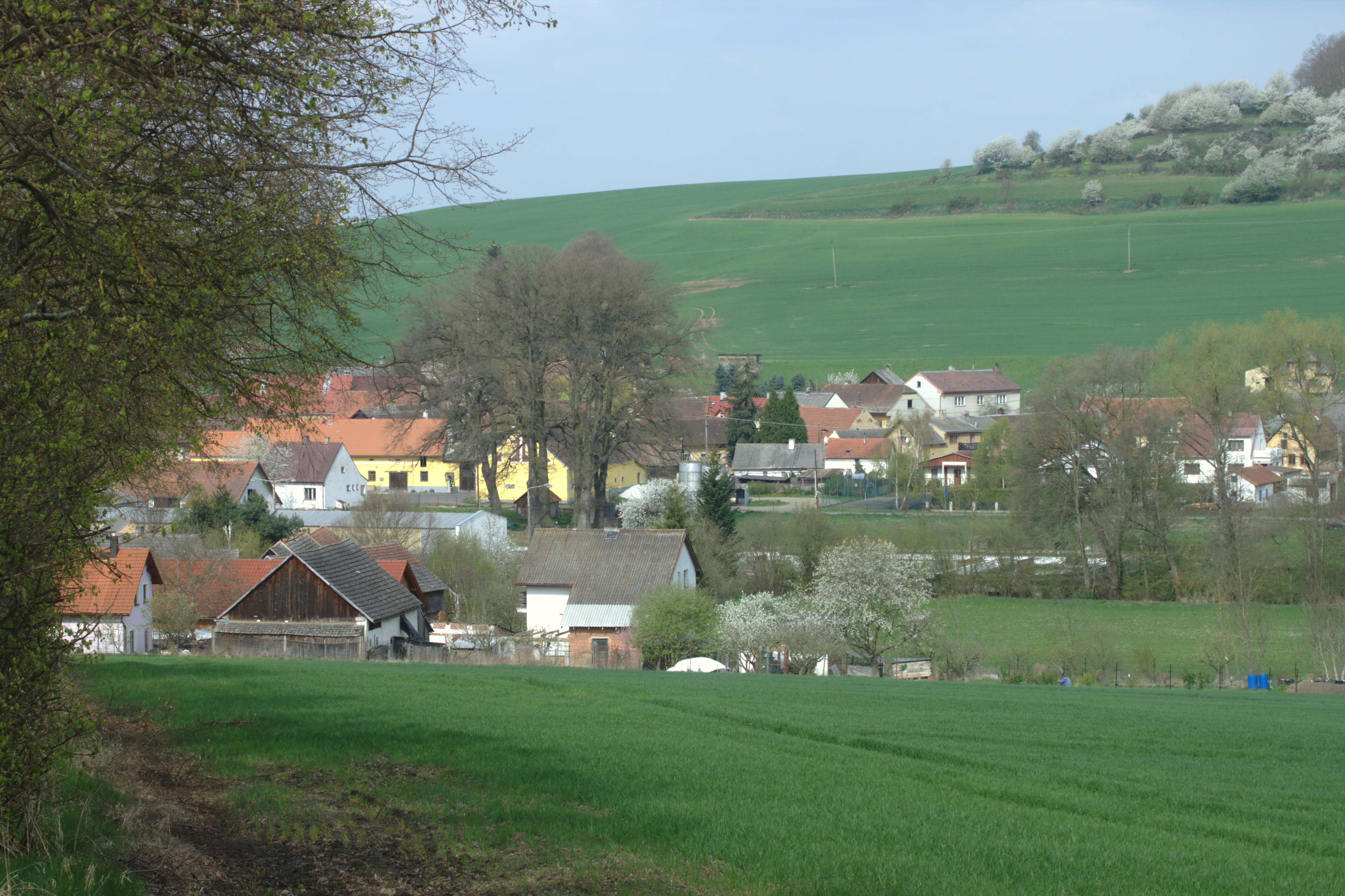
Chocomyšl : vue générale.
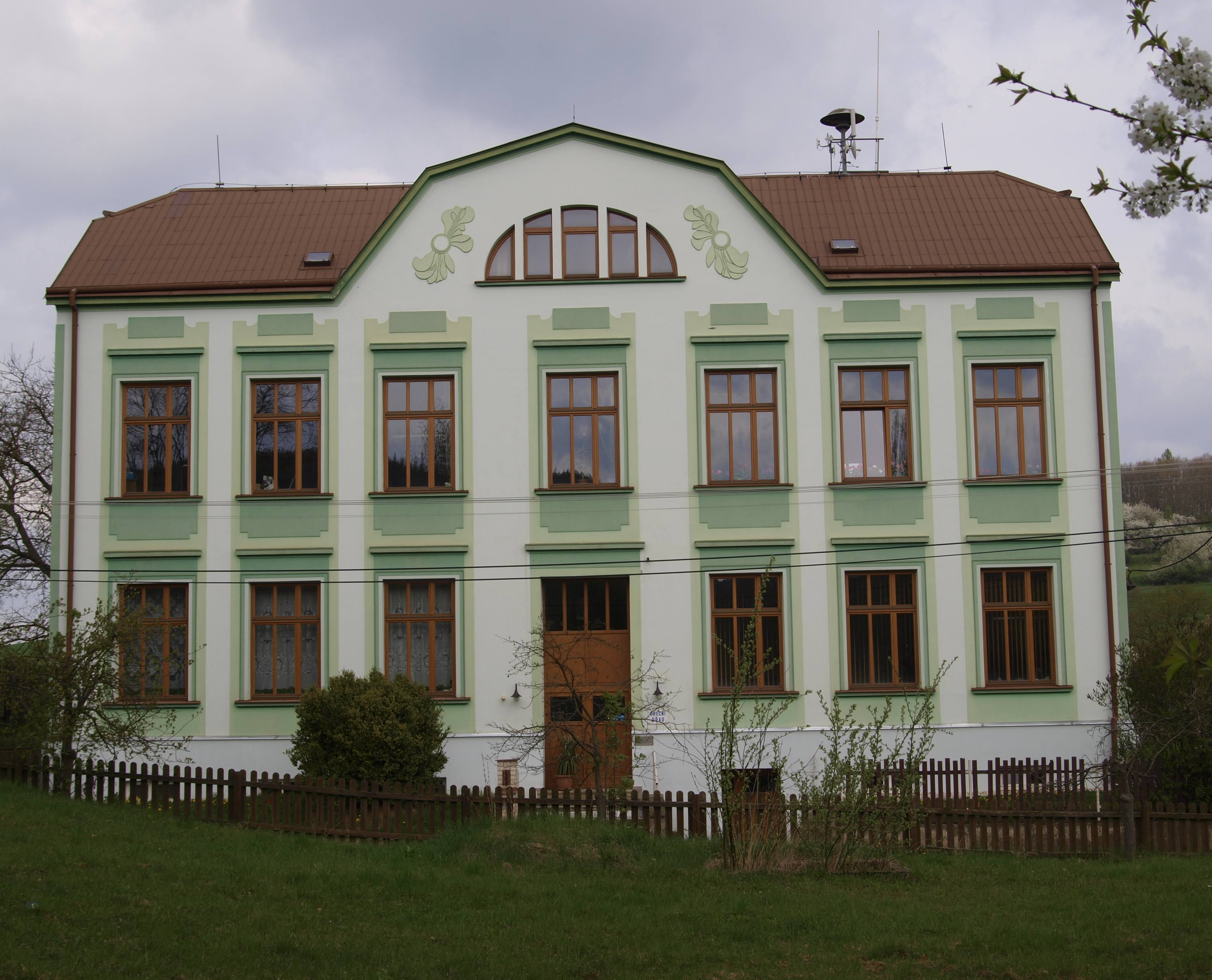
Chocomyšl : la mairie.

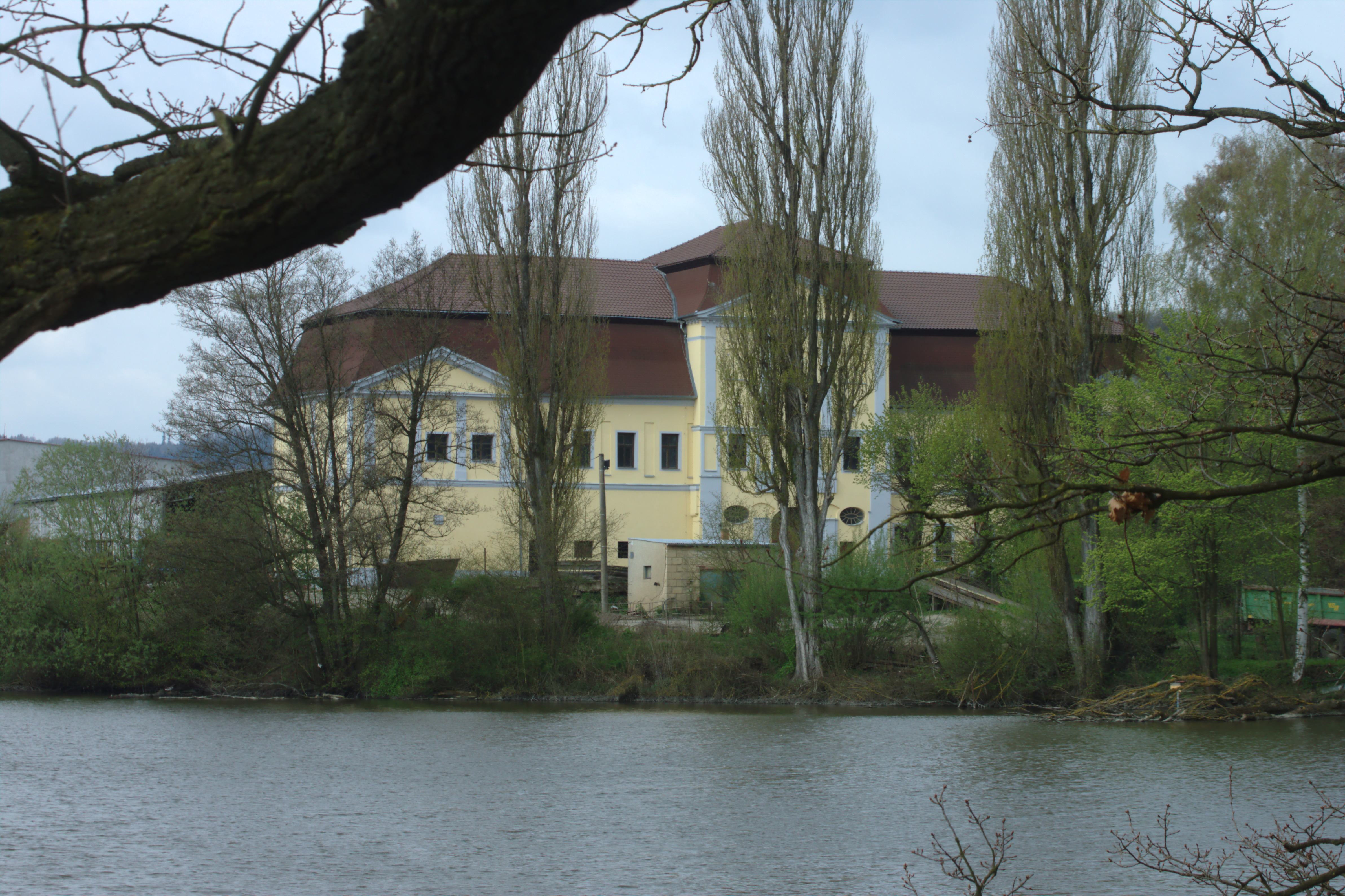
Château de Chocomyšl.
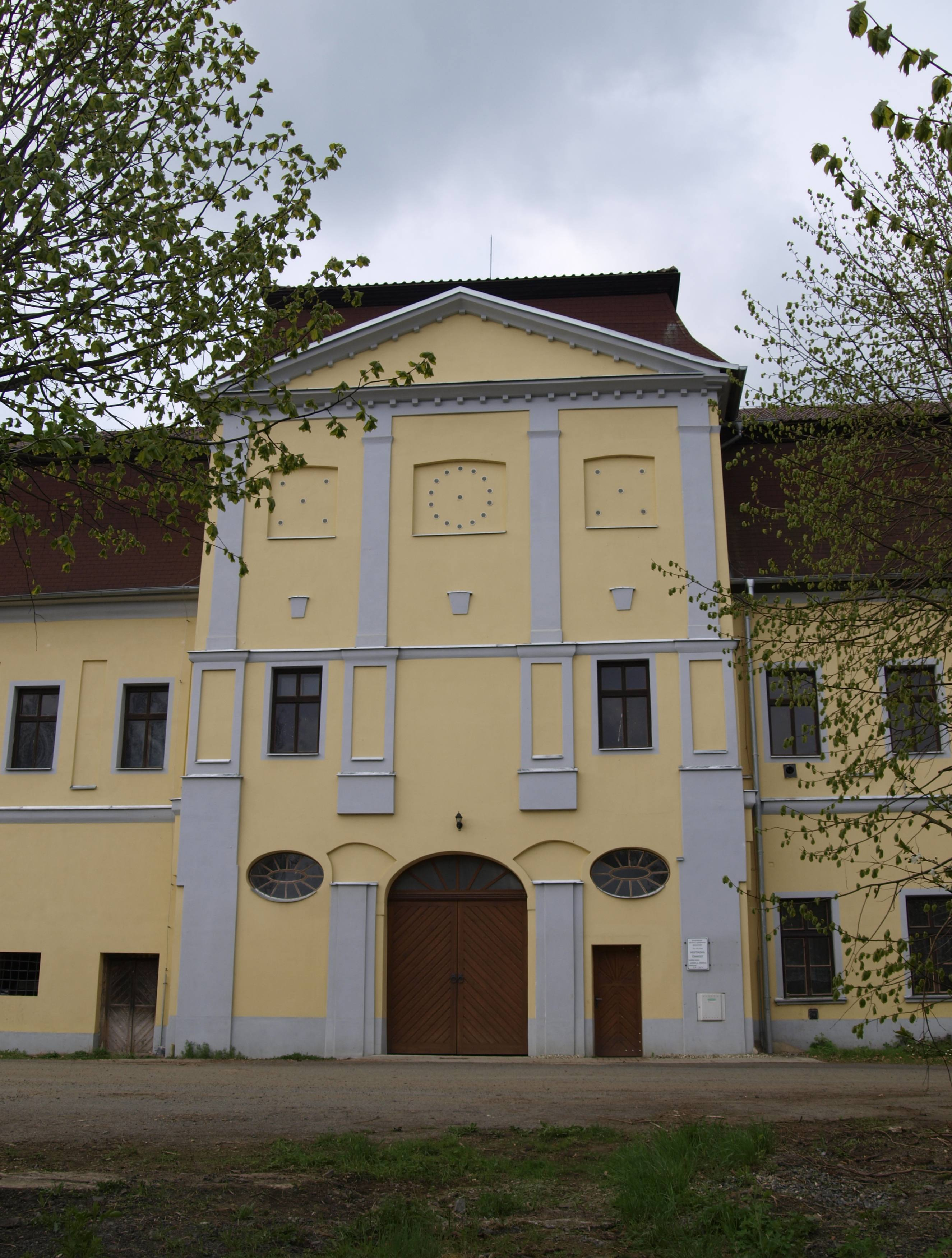
Façade du château.

## Transports
Par la route, Chocomyšl se trouve à 18 km de Domažlice, à 46 km de Plzeň et à 134 km de Prague.